# Борщово (Погарский район)
Борщово — село в Погарском районе Брянской области России. Административный центр Борщовского сельского поселения.

## География
Находится в южной части региона, в зоне хвойно-широколиственных лесов.

### Климат
Климат характеризуется как умеренно континентальный, с тёплым летом и умеренно холодной зимой. Средняя температура воздуха самого тёплого месяца (июля) — 18,2 °C (абсолютный максимум — 36 °C); самого холодного (января) — −8,2 °C (абсолютный минимум — −37 °C). Среднегодовое количество атмосферных осадков составляет 549—641 мм, из которых большая часть выпадает в тёплый период. Снежный покров держится в течение 115—125 дней. В тёплый период (апрель-сентябрь) преобладают ветры северо-западных, северо-восточных и западных направлений, а в холодный период (октябрь-март) — юго-западных, южных и западных.

## Население
| 2010 | 2013 |
| ---- | ---- |
| 684  | ↗686 |

## Инфраструктура
В селе находится памятное место «Братская могила советских воинов»

## Транспорт
Проходит автодорога «Погар — Стародуб» — Андрейковичи (ОП РЗ 15К-1907).